# Condado de Columbia (Florida)
El condado de Columbia es un condado ubicado en el estado de Florida.  En 2000, su población era de 56 513 habitantes.  Su sede está en Lake City.

## Historia
El Condado de Columbia fue creado en 1832. Su nombre honra a Cristóbal Colón.

## Demografía
Según el censo de 2000, el condado cuenta con  56 513 habitantes, 20 925 hogares y 14 919 familias residentes.  La densidad de población es de 27 hab/km² (71 hab/mi²).  Hay 23 579 unidades habitacionales con una densidad promedio de 11 u.a./km² (30 u.a./mi²).  La composición racial de la población del condado es 79,72% Blanca, 17,03% Afroamericana o Negra, 0,53% Nativa americana, 0,67% Asiática, 0,04% De las islas del Pacífico, 0,60% de Otros orígenes y 1,42% de dos o más razas.  El 2,74% de la población es de origen Hispano o Latino cualquiera sea su raza de origen.
De los 20 925 hogares, en el 32,10% de ellos viven menores de edad, 53,70% están formados por  parejas casadas que viven juntas, 12,90% son llevados por una mujer sin esposo presente y 28,70% no son familias. El 23,80% de todos los hogares están formados por una sola persona y 9,80% de ellos incluyen a una persona de más de 65 años.  El promedio de habitantes por hogar es de 2,56 y el tamaño promedio de las familias es de 3,02 personas.
El 25,40% de la población del condado tiene menos de 18 años, el 9,00% tiene entre 18 y 24 años, el 27,70% tiene entre 25 y 44 años, el 24,00% tiene entre 45 y 64 años  y el 14,00% tiene más de 65 años de edad. La mediana de la edad es de 37 años.  Por cada 100 mujeres hay 102,90 hombres y por cada 100 mujeres de más de 18 años hay 101,70 hombres.
La renta media de un hogar del condado es de $30 881, y la renta media de una familia es de $35 927. Los hombres ganan en promedio $27 353 contra $21 738 para las mujeres. La renta per cápita en el condado es de $14 598.  15,00% de la población y 11,40% de las familias tienen entradas por debajo del nivel de pobreza. De la población total bajo el nivel de pobreza, el 17,10% son menores de 18 y el 13,60% son mayores de 65 años.

## Ciudades y pueblos

### Municipalidades
- Pueblo de Fort White
- Ciudad de Lake City

### No incorporadas
- Five Points
- Watertown

### Administración local
- Junta de comisionados del Condado de Columbia
- Supervisión de elecciones del Condado de Columbia
- Registro de propiedad del Condado de Columbia
- Oficina de impuestos del Condado de Columbia
- Oficina del alguacil del Condado de Columbia

### Turismo
- Consejo para el desarrollo del turismo del Condado de Columbia

- Datos: Q173867
- Multimedia: Columbia County, Florida / Q173867